# Complejo Regional de Sangre Grande
El Complejo Regional de Sangre Grande (en inglés: Sangre Grande Regional Complex) es un estadio de usos múltiples en Sangre Grande, en la corporación regional del mismo nombre al noreste de la isla de Trinidad parte de la nación caribeña de Trinidad y Tobago. Actualmente se utiliza sobre todo para los partidos de fútbol y es el estadio de uso habitual del equipo North East Stars (estrellas del noreste). El estadio tiene capacidad para albergar hasta 7.000 personas.